# リトルビッグホーンの戦い
リトルビッグホーンの戦い（リトルビッグホーンのたたかい、Battle of the Little Bighorn）は、1876年6月25日にアメリカ合衆国のモンタナ州リトル・ビッグホーン川流域で行われたアメリカ陸軍と北米先住民インディアンとの戦いである。ちなみに、これは白人側の呼称であって、インディアン側の呼称は、「グリージーグラス川の戦い」（Battle of the Greasy Grass）である。

## 概要
当時、アメリカ連邦政府において、先住民インディアンに対して宥和的政策をとるグラント大統領に対し、インディアンに不信感を持つ反グラント派が対立していた。
1874年、ミズーリ軍管区司令官フィル・シェリダンは南北戦争で活躍した部下のジョージ・アームストロング・カスターに命じてインディアンの聖地への遠征を行った。協定に違反した連邦政府にインディアン側は不信感を強めることとなった。

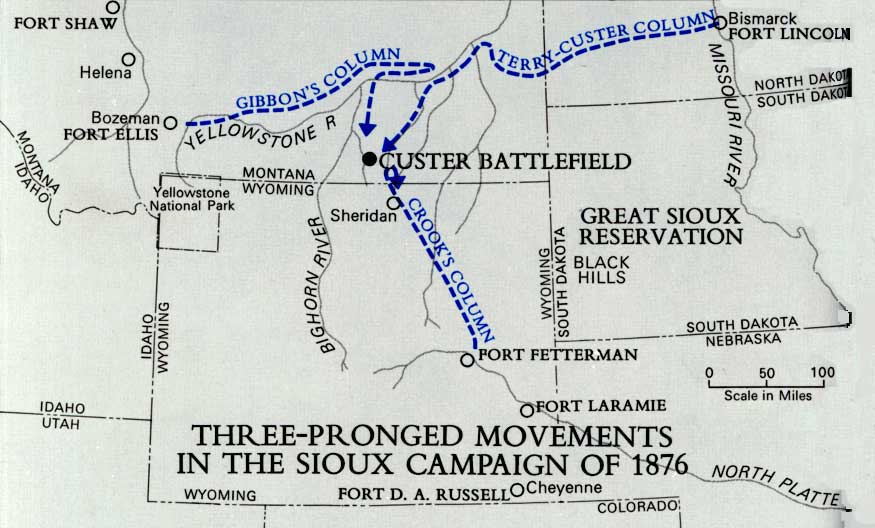
カスター・テリー隊、ギボン隊、クルック隊の進軍図

同年6月、クルック隊はクレイジー・ホースの部隊と戦闘を行った後に後退。カスターの属するテリー隊はリトルビッグホーン川（グリージーグラス川）をさかのぼって南下進軍した。
1876年、陸軍相シャーマンはインディアン掃討軍を編成。カスターは第7騎兵隊の連隊長として参加を許される。作戦はモンタナ州南東部のスー族の本拠をギボン隊、クルック隊、テリー隊で三方から包囲するものであった。
カスター隊のインディアン斥候は、河沿いに集結していたインディアン諸部族約1500名のティピー野営地を発見した。テリー、ギボン隊は挟撃を目論み、26日に総攻撃を予定してカスター隊を南方の川上に派遣。この際、ギボンはカスターに「カスター君、あんまり欲張るもんじゃないよ、インディアンはなにしろたくさんいるからね」と忠告している。カスターが最も信頼していたインディアン斥候、リー族（アリカラ族）のブラッディ・ナイフ酋長や、サンテ･スー族とフランス人の混血斥候ミッチ・ブイエ（どちらも戦死した）も、「スー族の数が多すぎるから、気を付けるように」と何度も何度もカスターに忠告していた。彼ら斥候は戦力面での不利をみて、遺品をカスターに預けるなどして戦死を覚悟した。
このとき野営していたインディアン部族は、友好同盟を結んだラコタとダコタのスー族、シャイアン族、アラパホ族の連合軍で、ゴール（ハンクパパ・スー族）、クレイジー・ホース（オグララ・スー族）、ツー・ムーンズ（シャイアン族）などの著名な戦士が参加していた。彼らは宗教行事「サン･ダンス」と、激しくなる一方の白人の保留地政策に対する今後の方針を合議すべく、会議のティピーを建て、連日話し合いが行われていた。彼らの側を流れる川は、油ぎってべとべとする草が密生していたため、インディアンたちは「油っこい草の川（グリージーグラス川）」と呼んでいた。
6月25日、日曜日の正午までに、カスター隊は野営のそばに到着した。一方、インディアン側もすでに斥候の報告で、カスター隊の接近にとうに気付いていた。朝から彼らの野営のあちこちには、近づく戦に備えて準備するように、との伝令が回っていた。インディアンたちは夜遅くまで踊りに参加していて、昼前まで寝ているものも多かった。昼頃になると、暑さのためにインディアン達は動きを止め、のんびりと馬に草を食ませたり、年少の戦士は川で水浴びをしていた（ブラック・エルク、ウッドン･レッグ、アイアン・ホークらの証言）。

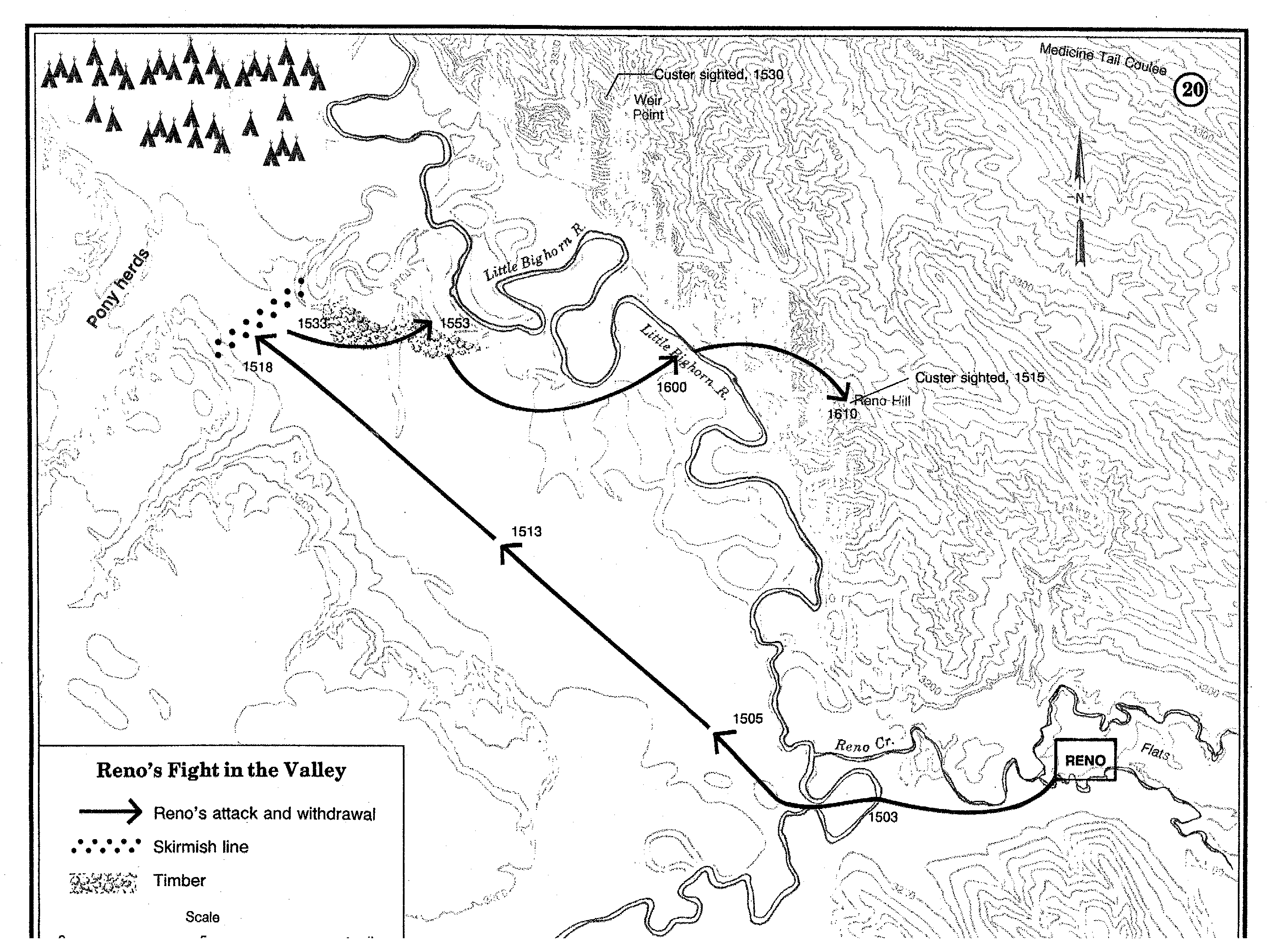
リノ隊の進軍経路。グリージーグラス川の左岸を進み、一大野営地の前でハンクパパを奇襲し、撃退されて右岸側へ逃げ、ベンティーン隊と合流した

カスターの副官マーカス・リノは、「慎重にいくべきです」と進言したが、手柄に逸るカスターはこれを聞き流し、本隊を三つに分け、リノ隊を渡河させて威力偵察を行わせた。
まずリノ隊はハンクパパ族の野営に襲いかかったが、ハンクパパ側にオグララ族が加勢したちまち撃退された。ブラッディ・ナイフや、ロンサム・チャーリー・レイノルズら斥候がこのとき戦死し、草に火を放たれたリノ隊は煙に巻かれて散り散りとなった。クレイジー・ホースらオグララ族は敵の数の少なさを見て用心し、敵の動きを読んで野営地を挟む川の下流側へと進んだ。ゴールらハンクパパ族は、川を渡ってディープ峡谷の方角へ馬を進めた。

第7騎兵隊の進軍経路
Aはカスター隊、Bはリノ隊、Cはベンティーン隊、Dはイェーテス隊、Eはウェア隊

こうしてリノ隊がグリージーグラス川の上流でインディアン部隊と戦っている間に、カスターは独断で総攻撃を命じた。カスター隊は川の東側から南に向けてメディシン・テイル峡谷を越え、ディープ峡谷を越えるあたりでゴールの一隊の攻撃を受けた。ゴールらが北方の下流へとカスター隊を追い詰めていく間に、インディアン連合部隊は反対側に進撃、カスター隊は南北から挟み撃ちになった。こうして逃げ場を失ったカスターの本隊は全滅し、結果、カスターもろとも直属の225名が全員戦死した。インディアン側では、スー族だけで136人戦死し、160人が負傷した（他の部族は詳細不明）。
インディアンたちはさらにリノ隊を追い詰めたが、その時、ギボン隊の到着が見え、インディアン隊は退却することとした。こうしてこの世紀の戦いは終わった。
しばしば「インディアン側による奇襲、虐殺」と語られるが、インディアン達は儀式や会議のために集まっていたのであり、戦を始める準備をしていたわけではない。戦いは突然カスター側から仕掛けられたのであり、ブラック・エルクやレッド・ホース、リノを始め、当事者は「奇襲したのはカスターのほうである」と口を揃えて証言している。インディアン側も上記のように多数の戦死者を数えており、一方的な虐殺であったわけでもない。
シッティング・ブル（彼は戦いそのものには参加していない）はこの戦いの直前に単独でサンダンスの儀式（太陽の踊り）を行い、「大勢の白人との戦闘が起こり、青い服を着た白人達（青い制服を着た第7騎兵隊）が、天から真っ逆さまに落ちていくヴィジョン（幻視）を得た」と述べている。
カスター隊は、多数の「インディアン斥候（Indian Scouts）」を投入した。ほとんどが、スー族と長年にわたって敵対していたクロウ族、アリカラ族、ポーニー族たちだった。スー族のゴール酋長は、この戦いの中で幼い頃からの宿敵だったブラッディ・ナイフ酋長を殺した。アリカラ族は、現在でもパウワウで「ブラッディ･ナイフ酋長の踊り」を舞い、この酋長の武勇を称えている。

## カスター隊の敗因

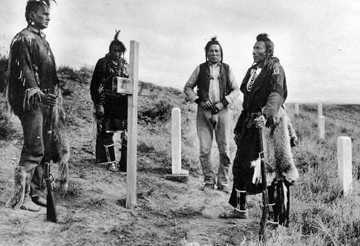
アメリカ側で戦いに参加したクロウの斥候隊。左からホワイトマン・ランズ・ヒム、ヘアリィ・モカシン、カーリー、ゴーズ・アヘッドである。彼らは戦いから生き延びた。1913年に戦場跡に集まり、この写真を撮った。

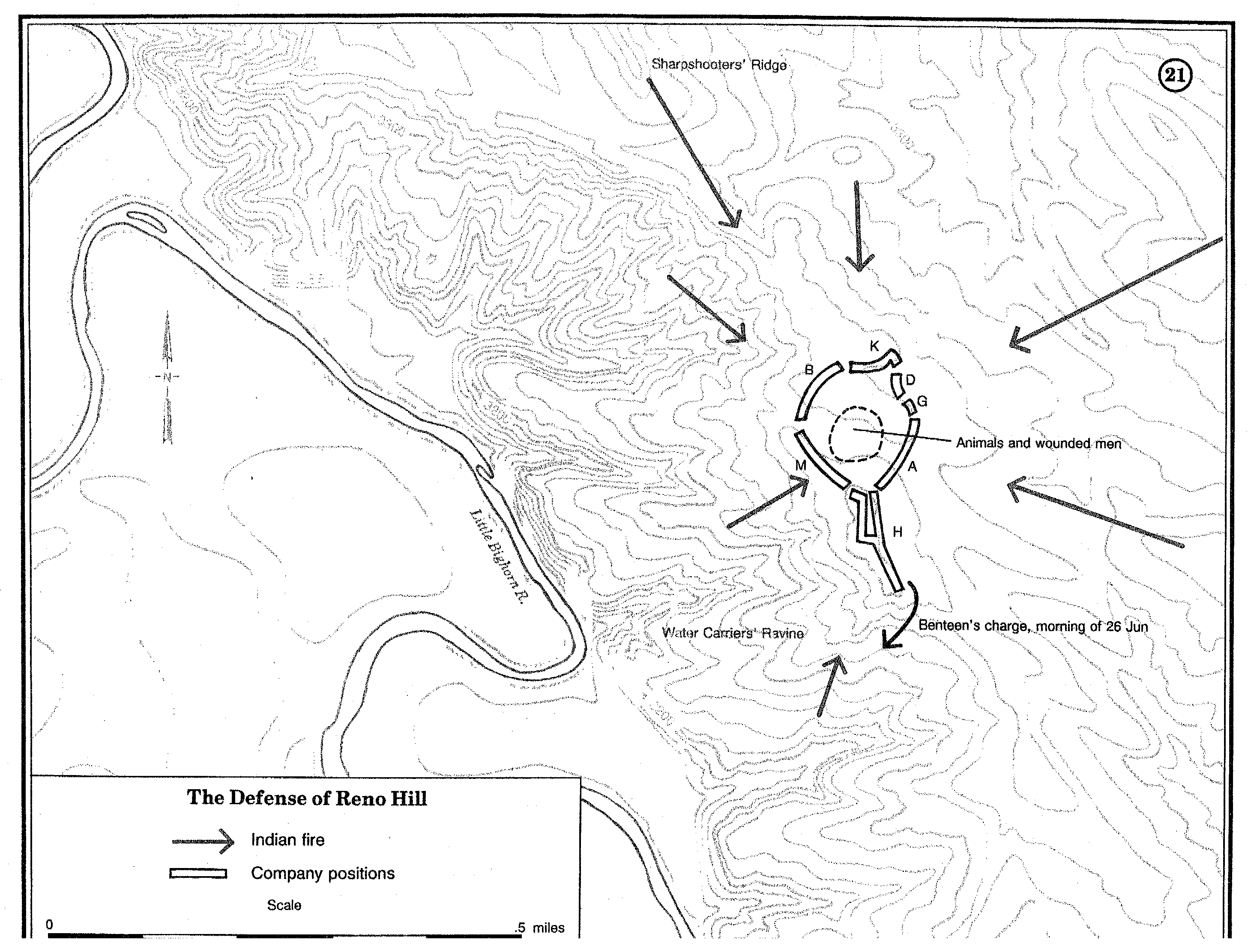
包囲されたカスターの部隊

カスター配下の「第七騎兵隊」は、構成員が東欧などからのいわゆる「遅れてやってきた移民」たちであり、戦いの間際には平原をひたすら行進する部隊活動に疲れきっていて、士気はかなり低下していた。
部下のベンティーン大尉が軍事裁判で提出した、カスターが最後に書き残したメモには、「（弾薬の）包みを持ってきてくれ」とある。のちに裁判で吊るし上げになったリノは、「第七騎兵隊は一人につき124発しか装備しておらず、輸送馬車には2万4000発以上の弾薬が残してあった」と証言している。
対するインディアン側は、戦場に残された薬莢の数から考えて（カスター隊は45口径の単一のカートリッジを使用していたので、それ以外の弾丸や薬莢は全てインディアン部隊のものと判断出来る）カスター隊の4倍もの銃を装備していた。その種類は極めて多彩で、上記の調査からも47種類以上の銃が使用されていたと考えられている。
またカスター隊が単発式のスプリングフィールドM1873を使用していたのに対し、インディアン側は威力や射程、命中精度では劣るものの連射速度で遙かに勝るヘンリー連発銃（ウィンチェスターライフルの原型）や弓矢、戦斧を使用しての接近戦を挑み、カスター隊の唯一の長所を帳消しとした。また、先込め式の旧式銃も多く、地面に落ちた弾丸を詰め直して撃つことも出来た。
その結果、戦闘は始まると同時に一方的な展開となり、カスター隊は2時間と経たないうちに追い詰められて全滅することとなった。インディアン達は慣れ親しんだバッファロー狩りのテクニックを応用し、騎兵隊を分散･孤立化させ、追いつめたのである。

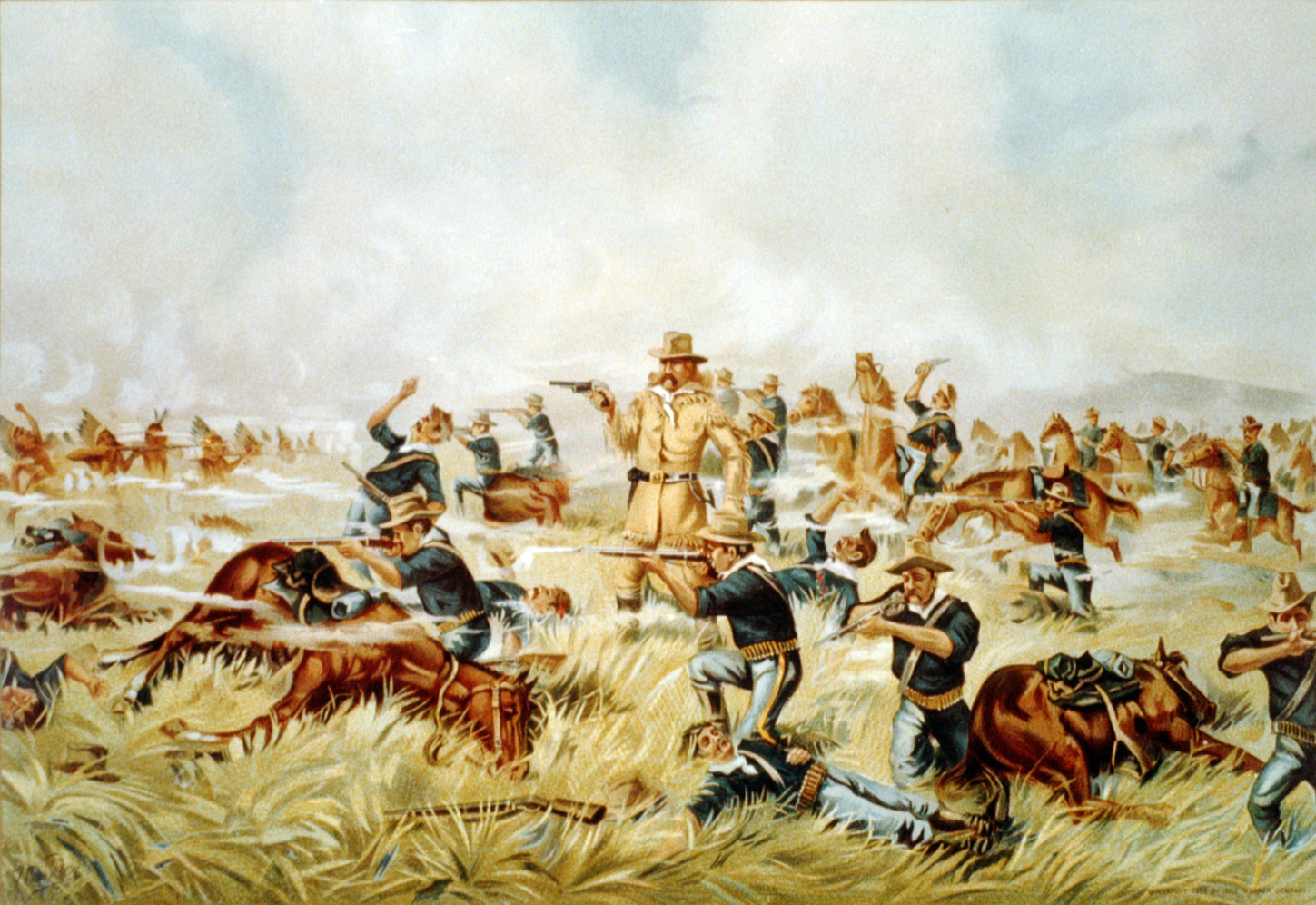
かなり美化されて描かれた「カスター最期の戦い」

この一方的な戦況は虐殺として伝えられた。夫を神格化しようとするエリザベス・“リビー”・カスター夫人の熱心な活動もあって、アメリカ社会では反インディアン世論が高まり、インディアンに対する武力掃討が行われた。有名なものがウーンデッド・ニーの虐殺である。
またカスターの副官であったマーカス・リノは、敗戦後の軍事裁判で、この敗戦の責任を一人で負わされることとなった。新聞各紙もまるでリノの失態でカスターが死んだかのように書きたてた。

## 戦場の名称変更と、インディアン記念碑の建立
戦後すぐ、この戦場は「カスター国立記念戦場（The Custer Battlefield National Monument）と名づけられて国立公園に組み入れられ、「第7騎兵隊記念碑（The cavalry memorial）」が建てられた。

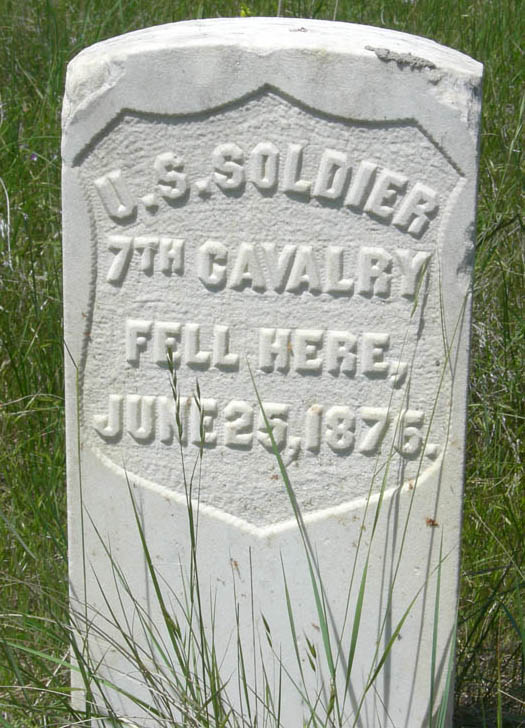
第7騎兵隊記念碑

1927年、これに対してスー族のトーマス・ビーバーハート夫人が米国陸軍省に書き送った嘆願書がきっかけとなり、スー族やシャイアン族は「ここでカスターと戦ったのは我々インディアンであり、戦場はリトルビッグホーン（本来はこの地に住むクロウ族の呼び名が基になっている）と呼ぶべきで、また我々インディアンの記念碑も建てるべきだ」と抗議を続けていたが、これは全く無視され続けた。やがて1960年代の公民権運動の高まりと呼応して、次第にこの抗議の声も大きくなっていった。
1988年6月25日、ラッセル・ミーンズらスー族派遣団は、「第7騎兵隊記念碑」のそばに、「インディアン戦士の記念碑（Memorial to the Indian warriors）」として、ありあわせの臨時記念碑を設置してこれに抗議した（※スー族を始め、インディアン国民議会は、「アメリカ先住民（ネイティブ・アメリカン）という名称は、インディアンという民族をごまかすものだ、リトルビッグホーンで戦ったのは他でもない我々インディアン民族だ」と主張している）。

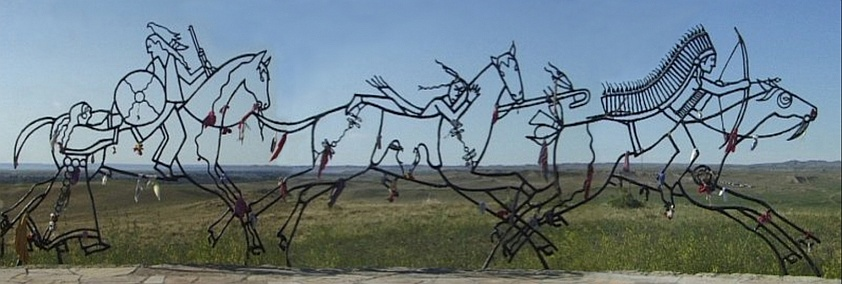
インディアン戦士の記念碑

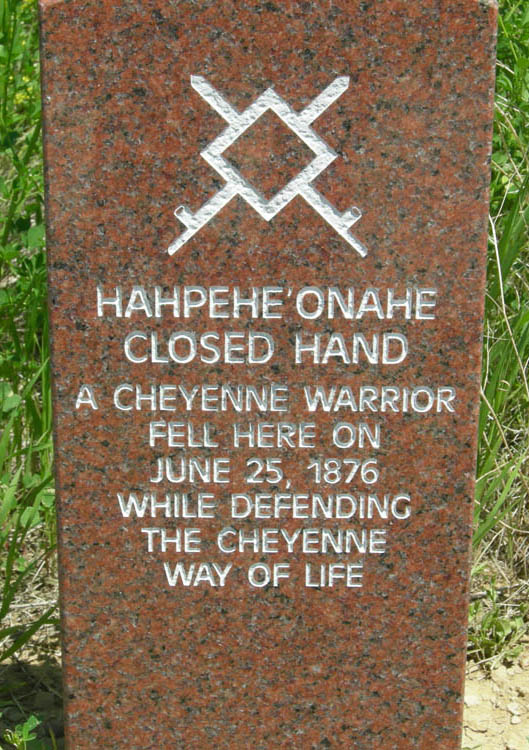
シャイアン族を讃える記念碑

1991年、アメリカ議会はこの要求を受け入れ、「カスター国立記念戦場（The Custer Battlefield National Monument）を、「リトルビッグホーン国立記念戦場（Little Bighorn Battlefield National Monument）と改名する法律が議決され、ブッシュ大統領はこれに署名し、「彼らの土地と文化を維持するために戦ったインディアン達を認め、敬意を表するために、この記念碑の建立は、公共の利益をかなえる最良のものです。」と発表した。が、議会はその後10年にわたり、名称変更に伴う費用230万ドルを支出しなかった。
2001年9月、ようやく上下院で予算要求が通ることとなり、奇しくも父親の署名法案を息子のブッシュ大統領が実行する形となった。
2003年6月25日、晴れてこの古戦場の改名と共に「リトルビッグホーン戦場記念碑」と「インディアン記念碑」が建立され、白人とインディアンを交えた完成式典が行われた。スー族、シャイアン族、アラパホー族、そしてかつて敵として戦ったクロウ族、アリカラ族、ポーニー族代表団が騎馬正装で出席。数千人のインディアンが集まり、幾百のティピーが建てられ、盛大な祝宴が催された。
この決議に尽力したインディアン初の上院議員ベン・ナイトホース・キャンベル（彼はシャイアン族である）はこの祝典に出席し、「長い間否定され続けてきたインディアンの人々が、対等な栄誉を受ける時代になったのですね」と賛辞を述べた。

## 関連作品
映画
- 『壮烈第七騎兵隊』 - 1941年のアメリカ映画。出演はエロール・フリン（カスター）、アンソニー・クイン（クレイジー・ホース）。
- 『ララミー砦の決闘』 - 1955年のアメリカ映画。ジョージ・シャーマン監督、ヴィクター・マチュア（クレイジー・ホース）主演。
- 『カスター将軍』 - 1967年のアメリカ映画。ロバート・シオドマク監督、ロバート・ショウ主演。
- 『小さな巨人』 - 1970年のアメリカ映画。アーサー・ペン監督、ダスティン・ホフマン主演。リトルビッグホーンの戦いが登場する。カスター将軍はリチャード・マリガンが演じている。
- 『ワンス・アンド・フォーエバー』 - ベトナム戦争序盤のイア・ドラン渓谷の戦いを描く。原作にて、似ている状況になぞらえ「これはリトルビッグホーンの戦いだ」等と兵士に言われる。

テレビドラマ
- 『タイムトンネル』（カスター将軍の最期） - 主人公2人が知り合った兵士にリノ隊に入るよう薦める。
- 『必殺仕事人意外伝 主水、第七騎兵隊と闘う 大利根ウエスタン月夜』 - 中村主水たち仕事人がタイムスリップし、インディアンの世界に迷い込む物語。当作では第七騎兵隊は仕事人の活躍によって全滅したという設定になる。

漫画
- 『新デビルマン』 - 第5話「リトル・ビッグホーンの悪魔」不動明と飛鳥了がタイムスリップし、インディアンの世界に迷い込む物語。冒頭でカスター将軍の写真と説明が添えられており「自称カスター将軍と名乗る出世欲のかたまりのようなこの人物はインディアン討伐によって将軍になるべく第七騎兵隊を率いていた」と紹介されている。途中でウォシタ川の惨殺を経て終盤、第七騎兵隊はデーモン（悪魔）に操られていると説明されるがカスター将軍は第七騎兵隊もろとも怒り狂ったデビルマンに殺される（同巻に収録された「ベルサイユの妖妃」ではマリー・アントワネットにとりついたデーモンだけを引きづり出して殺している）。最終頁ではウォシタ川事件とリトルビッグホーンの戦いをワンセットにして脚色した旨が綴られている。

ゲーム
- 『ライブ・ア・ライブ』 - 西部編のボス「O・ディオ」は第七騎兵隊の唯一の生き残りとされていた。

イラスト
- 髙荷義之「リトルビッグホーンの戦い　第七騎兵隊の悲劇」 - 習作。1969年、水彩、紙。高荷義之・鋼の超絶技巧画報126p-127p所収